# Cascera violetta
Cascera violetta är en fjärilsart som beskrevs av M.Gaede 1930. Cascera violetta ingår i släktet Cascera och familjen tandspinnare. Inga underarter finns listade i Catalogue of Life.